# Steve Yzerman
Stephen Gregory Yzerman (Cranbrook, 9 de maio de 1965) é um ex-jogador profissional canadense de hóquei no gelo que atualmente atua como vice-presidente e gerente geral do Detroit Red Wings, equipe pela qual jogou todas as 22 temporadas de sua carreira na NHL.
Amplamente considerado um dos maiores jogadores de todos os tempos, ele é um ícone do esporte em Detroit e membro do Hall da Fama do Hóquei. Após sua aposentadoria como jogador, ele trabalhou na administração dos Red Wings e depois como gerente geral do Tampa Bay Lightning, além de ser diretor executivo da equipe canadense em duas Olimpíadas de Inverno.
Antes da temporada de 1986-87, aos 21 anos, Yzerman foi nomeado capitão do Red Wings e serviu continuamente por duas décadas (vestindo a braçadeira de capitão em mais de 1.300 jogos), aposentando-se como o capitão que mais tempo serviu em qualquer equipe das principais ligas esportivas da América do Norte. Uma vez eleito o atleta mais popular da história do esporte em Detroit, os locais muitas vezes se referem a Yzerman como "The Captain". Ele liderou os Wings a cinco conquistas de primeiro lugar na temporada regular e três títulos da Stanley Cup (1997, 1998 e 2002).
Em 3 de julho de 2006, Yzerman se aposentou oficialmente do hóquei profissional, terminando sua carreira como o sexto maior pontuador da história da NHL. A camisa número 19 de Yzerman foi aposentada em 2 de janeiro de 2007, durante uma cerimônia antes do jogo na Joe Louis Arena em Detroit. Em 4 de novembro de 2008, ele foi introduzido no Hall da Fama do Esporte do Canadá. Ele também se tornou um membro honrado do Hall da Fama do Hóquei em 2009. Em 2017, Yzerman foi nomeado um dos "100 Maiores Jogadores da NHL" da história.
Yzerman representou o Canadá em vários torneios internacionais. Em 2002, ele conquistou uma medalha de ouro olímpica, tornando-se um dos poucos jogadores a vencer uma medalha de ouro olímpica e a Stanley Cup no mesmo ano.

## Carreira como jogador

### Primeiros anos em Detroit (1983–1986)
Yzerman nasceu em Cranbrook, Colúmbia Britânica. Quando jovem, ele participou do Torneio Internacional de Hóquei Pee-Wee de Quebec de 1977 com uma equipe menor de Nepean, Ontário. Ele frequentou a Bell High School e jogou pelo time local de hóquei, Nepean Raiders. Após uma temporada com os Raiders, Yzerman foi draftado pelo Peterborough Petes da Ontario Hockey League (OHL), onde jogou como centro de 1981 a 1983.
O Draft da NHL de 1983 foi o primeiro para Mike e Marian Ilitch, que haviam comprado o Detroit Red Wings no verão de 1982. Jim Devellano, o gerente geral dos Red Wings na época, queria selecionar Pat LaFontaine, que havia crescido nos arredores de Detroit e jogava na área. No entanto, quando o New York Islanders selecionou LaFontaine como a terceira escolha geral, Devellano "optou" por Yzerman, escolhendo-o como o quarto geral.
Os Red Wings estavam preparados para enviar Yzerman de volta para Peterborough por mais um ano, mas "após uma sessão de treino, você sabia que ele era um jogador tremendo", disse Ken Holland, que na época era goleiro nas ligas menores dos Wings durante o acampamento de treinamento de novatos de Yzerman. Ele marcou 39 gols e 87 pontos em sua temporada de estreia e terminou em segundo na votação do Troféu Memorial Calder. Nessa temporada, Yzerman também se tornou o primeiro jogador de 18 anos e o mais jovem a jogar em um All-Star Game da NHL (18 anos, 267 dias), desde que o formato atual foi adotado em 1969. Isso permaneceu como um recorde da NHL por 27 anos até que Jeff Skinner o quebrou por oito dias.

### Ascensão à fama (1986-1996)
Após a saída do capitão dos Red Wings, Danny Gare, durante a temporada de 1985-86, o treinador Jacques Demers nomeou Yzerman como capitão da equipe em 7 de outubro de 1986, tornando-o o capitão mais jovem na história da equipe. Demers disse que queria "um cara com o emblema dos Red Wings tatuado no peito". Na temporada seguinte, Yzerman marcou seu então recorde pessoal de 50 gols contra o Buffalo Sabres em 1º de março de 1988. No entanto, durante o mesmo jogo, Yzerman sofreu uma lesão no joelho que o fez perder o resto da temporada regular. Apesar de sua ausência, os Red Wings conquistaram seu primeiro título de divisão em 23 anos.
Durante a temporada de 1988-89, Yzerman registrou 155 pontos (65 gols e 90 assistências), terminando em terceiro na pontuação da temporada regular, atrás apenas de Mario Lemieux e Wayne Gretzky. Ele ganhou o Prêmio Lester B. Pearson, o MVP votado pela Associação de Jogadores da NHL, e foi finalista do Troféu Hart Memorial, o MVP votado pelos escritores da NHL.
Quando Scotty Bowman assumiu como treinador principal em 1993, Yzerman inicialmente teve dificuldades com o estilo rigoroso dele. Bowman, por sua vez, sentia que Yzerman não estava se concentrando o suficiente na defesa; Bowman sempre esperava que seus atacantes também fossem bons defensores. As relações entre os dois ficaram tão tensas que, em certo ponto, os Red Wings consideraram seriamente trocá-lo para o Ottawa Senators. No entanto, Yzerman gradualmente se tornou um defensor melhor e foi considerado um dos melhores atacantes de duas vias na história do jogo.
Em 1995, Yzerman levou o Detroit à sua primeira aparição na final da Stanley Cup desde 1966, mas os Red Wings foram varridos pelo New Jersey Devils. Na temporada seguinte, Detroit terminou com um então recorde da NHL de 62 vitórias na temporada regular e era amplamente favorito para vencer a Stanley Cup. Yzerman marcou talvez o gol mais memorável de sua carreira nos playoffs de 1996, roubando o puck de Wayne Gretzky e vencendo o goleiro Jon Casey, do St. Louis Blues, com um chute forte para vencer as Semifinais da Conferência Oeste na prorrogação dupla do Jogo 7. No entanto, os Red Wings ficaram aquém de seu objetivo final, perdendo em seis jogos para o Colorado Avalanche nas Finais da Conferência Oeste.

### Títulos da Stanley Cup (1996–2002)
Em 1997, Yzerman dissipou todas as dúvidas sobre sua capacidade de liderar uma equipe rumo a um título quando o Detroit conquistou sua primeira Stanley Cup em 42 anos ao varrer o Philadelphia Flyers. No ano seguinte, Detroit repetiu o feito, varrendo o Washington Capitals e conquistando seu bi-campeonato consecutivo da Stanley Cup. Yzerman recebeu o Troféu Conn Smythe como MVP dos playoffs. Ele entregou a Stanley Cup primeiro a Vladimir Konstantinov, que havia sido gravemente ferido em um acidente de carro apenas seis dias após a vitória da Stanley Cup em 1997 e estava usando uma cadeira de rodas.
Em 26 de novembro de 1999, Yzerman se tornou o 11º jogador na história da NHL a marcar 600 gols. Em 2000, ele foi nomeado para a Primeira Equipe All-Star e ganhou o Troféu Frank J. Selke como o melhor atacante defensivo da liga.

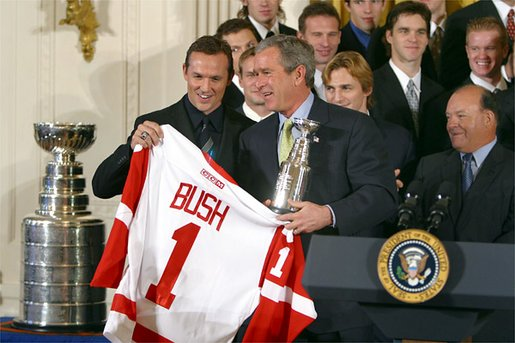
Com a Stanley Cup presente (à esquerda), o presidente dos EUA, George W. Bush, recebe uma camisa comemorativa e uma mini-Copa do campeão da Stanley Cup de 2002, Steve Yzerman.

Na temporada de 2001-02, Yzerman agravou uma lesão no joelho, o que o forçou a perder 30 jogos da temporada regular, mas mesmo assim ele ainda terminou em sexto na pontuação da equipe. Seu joelho o incomodou muito durante os playoffs de 2002, mas isso não o impediu de liderar os Red Wings desde um déficit inicial de 2-0 em sua série de primeira rodada para derrotar o Vancouver Canucks e o St. Louis Blues, chegando à quinta série de playoffs com o Colorado, e a terceira vez que as duas equipes se enfrentaram para decidir o título da Conferência Oeste. Detroit venceu o Colorado em uma série de sete jogos e avançou para as Finais da Stanley Cup, onde derrotaram o Carolina Hurricanes para conquistar sua décima Stanley Cup na história. Em vez de levantar a Stanley Cup primeiro, Yzerman passou o troféu para o treinador Scotty Bowman, que anunciou sua aposentadoria após o jogo.

### Últimos anos (2003–2006)
Durante a entressafra, Yzerman passou por uma cirurgia de realinhamento do joelho conhecida como osteotomia. Ele perdeu os primeiros 61 jogos da temporada de 2002-03, mas retornou em 24 de fevereiro de 2003, em casa contra o Los Angeles Kings. Após a temporada, Yzerman ganhou o Troféu Bill Masterton Memorial por perseverança.
Em 1º de maio de 2004, Yzerman foi atingido no olho por um chute desviado pelo defensor do Calgary Flames, Rhett Warrener, em um jogo de playoff, quebrou o osso orbital e arranhou sua córnea. Ele passou por cirurgia no olho após o incidente e ficou fora do restante dos playoffs de 2004. A lesão no olho também o impediu de participar da Copa do Mundo de Hóquei de 2004. Joe Thornton (Boston Bruins) e Joe Sakic (Colorado), que usavam o número 19 em seus respectivos clubes da NHL e que agora poderiam usá-lo para a seleção do Canadá devido à ausência forçada de Yzerman, recusaram o número em respeito ao seu compatriota ferido. Yzerman retornou na temporada de 2005-06, após o lockout da NHL de 2004-05, usando uma viseira.

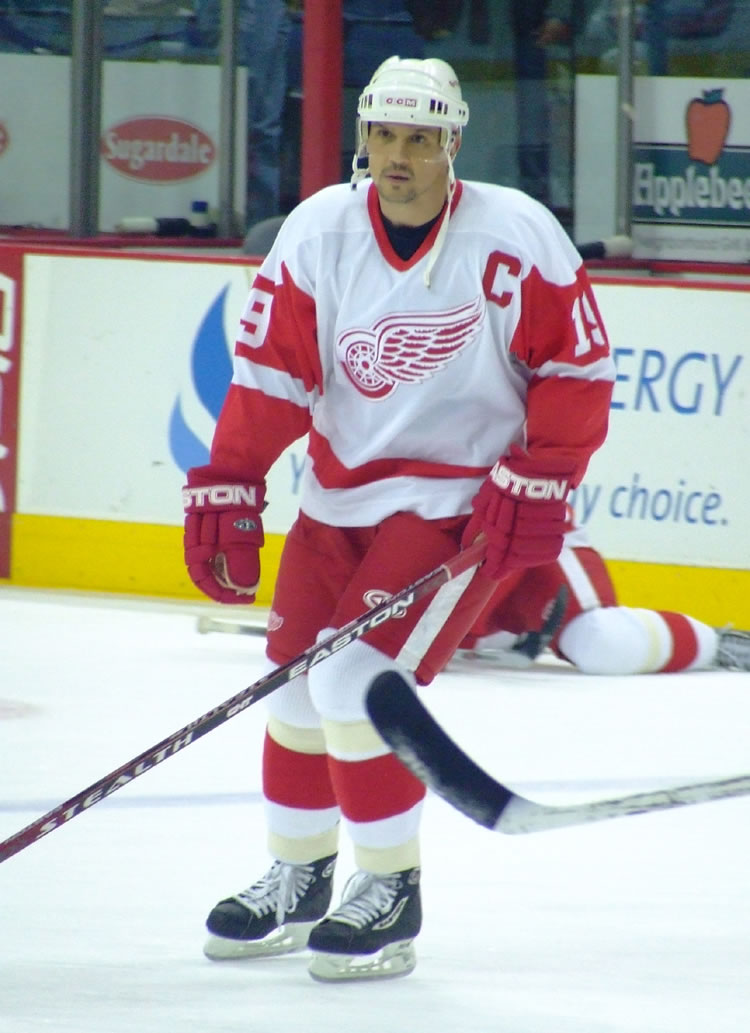
Yzerman com os Red Wings durante sua última temporada na NHL.

Em 2 de agosto de 2005, Yzerman assinou um contrato de um ano com os Red Wings; este foi seu último contrato assinado como jogador. Em 31 de março de 2006, ele marcou seu 691º gol na carreira na NHL, ultrapassando Mario Lemieux e alcançando o oitavo lugar de todos os tempos. A humildade de Yzerman foi evidente em uma entrevista antes de alcançar essa marca, quando ele foi citado dizendo: "Eu realmente não sei qual é a importância. Se algo, mostra o quão bom Lemieux é; ele jogou quase cinco anos a menos do que eu." Yzerman marcou seu último gol na NHL, o 692º de sua carreira, em 3 de abril de 2006, em um jogo contra o Calgary Flames. Ele disputou seu último jogo de hóquei profissional em 1º de maio de 2006, uma derrota para o Edmonton Oilers no Jogo 6 da primeira rodada dos playoffs de 2006, eliminando Detroit dos playoffs.
Em 3 de julho de 2006, Yzerman anunciou sua aposentadoria da NHL. Pouco depois, a Sports Illustrated publicou uma edição especial comemorativa dedicada a Yzerman intitulada "Yzerman: A Salute to Stevie Y".
Yzerman detém o recorde da NHL como o capitão que serviu por mais tempo em uma única equipe - ele passou 19 temporadas e 1.303 jogos usando o "C". Além de estar em oitavo lugar de todos os tempos em gols na temporada regular da NHL e em sexto lugar na pontuação geral, Yzerman encerrou sua carreira em sétimo lugar de todos os tempos em assistências na temporada regular e em oitavo lugar na pontuação geral dos playoffs. Ele também ocupa o segundo lugar em quase todas as categorias ofensivas significativas na história dos Red Wings, atrás apenas de Gordie Howe, com exceção de assistências - Yzerman tem 1.063 assistências contra 1.020 de Howe. No momento de sua aposentadoria, apenas Howe (1.687 jogos) e Alex Delvecchio (1.550 jogos) haviam jogado mais jogos pelo Red Wing do que os 1.514 jogos de Yzerman. Atualmente, ele está em quarto lugar em jogos disputados pela franquia, atrás de Howe, Delvecchio e Nicklas Lidström (1.564 jogos), que foi seu companheiro de equipe nas últimas 12 temporadas de sua carreira.

## Carreira como Gerente Geral

### Detroit Red Wings
Em 25 de setembro de 2006, o Detroit Red Wings nomearam Yzerman como vice-presidente da equipe e governador alternativo.

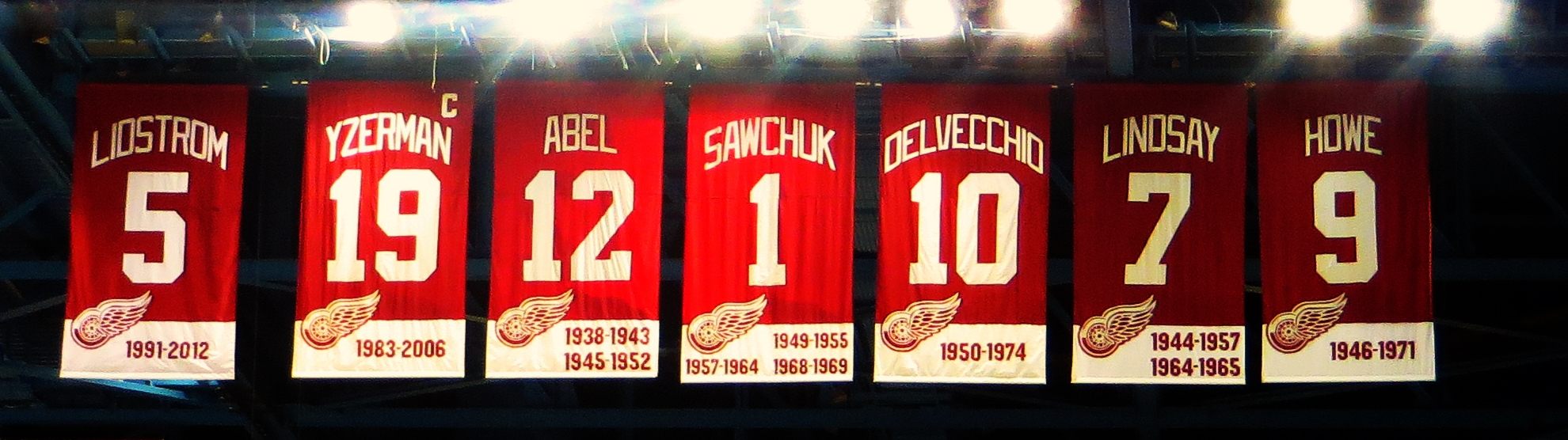
O banner com o número 19 de Yzerman está pendurado ao lado de outros banners de números aposentados dos Red Wings na Joe Louis Arena. A equipe aposentou o número de Yzerman em 2007.

Em 2 de janeiro de 2007, os Red Wings aposentaram o número 19 da camisa de Yzerman antes de uma partida contra o Anaheim Ducks. Como uma honra adicional, o "C" de capitão foi adicionado ao canto de sua bandeira para comemorá-lo eternamente como "The Captain". APara a cerimônia, os jogadores ativos dos Red Wings vestiram jerseys retrô de Yzerman representando os Red Wings, a Seleção Canadense, a equipe All-Star da Conferência Campbell e o Peterborough Petes. O ex-companheiro de equipe Vladimir Konstantinov compareceu à cerimônia, caminhando pelo gelo pela primeira vez sem uma cadeira de rodas desde seu último jogo nos playoffs de 1997.
Em 2 de janeiro de 2007, Yzerman recebeu a chave da cidade de Detroit do prefeito Kwame Kilpatrick em um almoço antes da cerimônia de aposentadoria da camisa. Em 13 de janeiro de 2007, a governadora de Michigan, Jennifer Granholm, outra canadense-americana, visitou Detroit e o Joe Louis Arena e proclamou o dia como "Steve Yzerman Day" em Michigan.
Em 11 de janeiro de 2008, quando os Red Wings visitaram Ottawa para jogar contra os Senators, Yzerman foi induzido ao Ottawa Sports Hall of Fame. Yzerman recebeu outra honra quando foi introduzido no Michigan Sports Hall of Fame em 11 de fevereiro de 2008.
Em 23 de junho de 2009, foi anunciado que Yzerman seria incluído no Hockey Hall of Fame. Ele foi homenageado durante o fim de semana de indução de 6 a 9 de novembro ao lado de seus ex-companheiros de equipe dos Red Wings, Brett Hull e Luc Robitaille, além de Brian Leetch.
Yzerman havia expressado seu desejo de gerenciar uma equipe enquanto estava na diretoria dos Red Wings desde o final de sua carreira como jogador, e adquiriu experiência nesse papel através de seu trabalho com a Seleção Canadense, onde montou várias equipes entre 2007 e 2010. No entanto, após o gerente geral Ken Holland e o assistente geral Jim Nill receberem extensões de contrato, ficou claro que a oportunidade não surgiria com os Red Wings. Mais tarde, foi relatado pelo The Detroit News em 2016 que o proprietário dos Red Wings, Mike Ilitch, tentou promover Holland para abrir espaço para Yzerman se tornar o gerente geral da equipe, mas Holland recusou a promoção.

### Tampa Bay Lightning
Não muito depois de Ken Holland receber sua extensão de contrato, Craig Leipold, proprietário do Minnesota Wild, e Jeffrey Vinik, proprietário do Tampa Bay Lightning, buscaram contratar Yzerman como gerente geral. Depois de recusar o cargo no Minnesota antes do final da temporada de 2009-10, Yzerman aceitou o cargo no Lightning e foi nomeado vice-presidente e gerente geral da equipe em 25 de maio de 2010. Na entressafra e no início de seu novo mandato, ele renovou com Martin St. Louis, contratou o defensor Pavel Kubina para sua segunda passagem pela equipe, assinou um contrato de dois anos com o goleiro Dan Ellis, trouxe o defensor Brett Clark e adquiriu o ala esquerdo Simon Gagné. O Lightning avançou para as finais da Conferência Leste apenas um ano depois de nem mesmo se classificar para os playoffs de 2010. Yzerman foi indicado ao Prêmio de Gerente Geral do Ano da NHL, perdendo para Mike Gillis, do Vancouver Canucks.
Durante as duas temporadas seguintes em que o Lightning não se classificou para os playoffs, Yzerman draftou Nikita Kucherov, Andrei Vasilevskiy, Brayden Point, Ondřej Palát, Anthony Cirelli e Cal Foote. Além disso, contratou jogadores não draftados como Tyler Johnson e Yanni Gourde, e adquiriu Ryan McDonagh, Mikhail Sergachev e Erik Černák por meio de trocas, todos peças fundamentais para o futuro do elenco. A equipe chegou às finais da Stanley Cup em 2015, mas foi derrotada pelo Chicago Blackhawks. Em 24 de junho de 2015, Yzerman ganhou o Prêmio de Gerente Geral do Ano da NHL, sendo o primeiro gerente geral do Lightning a receber essa honra. A equipe montada por Yzerman estabeleceu recordes de franquia com 50 vitórias e 108 pontos na temporada regular, liderando também a liga com 262 gols e 32 vitórias em casa.
Na temporada de 2017-18, o Lightning terminou em primeiro lugar na Divisão do Atlântico e chegou às finais da Conferência Leste, onde foi derrotado pelo Washington Capitals. Em 11 de setembro de 2018, com um ano restante em seu contrato, Yzerman anunciou que não renovaria como gerente geral do Lightning, mas permaneceria na equipe como conselheiro sênior. Yzerman foi sucedido pelo gerente geral assistente Julien BriseBois.

### Retorno a Detroit
Em 19 de abril de 2019, o Detroit Red Wings anunciou que Yzerman havia sido contratado como gerente geral da equipe, enquanto o então gerente geral Ken Holland foi promovido a um cargo de vice-presidente sênior. Pouco depois, Holland deixaria a organização para se tornar o gerente geral e presidente de operações de hóquei do Edmonton Oilers.

### Team Canadá
Em 30 de janeiro de 2007, a Seleção Canadense nomeou Yzerman como gerente geral da equipe para o Campeonato Mundial de 2007 em Moscou, que ocorreu de 27 de abril a 13 de maio. Na competição, a equipe derrotou a Finlândia por 4 a 2 na final do dia 13 de maio, conquistando o título.
Em 18 de outubro de 2008, Yzerman foi nomeado diretor executivo da equipe masculina de hóquei do Canadá para os Jogos Olímpicos de Inverno de 2010. A equipe que ele montou conquistou a medalha de ouro, sendo a primeira vez que uma equipe da casa vencia o ouro no hóquei no gelo desde o EUA em 1980. Yzerman mencionou que consideraria retornar como chefe da equipe canadense em 2014, dizendo: "Eu amei, mas foi muito estressante. Dada a oportunidade de representar o Canadá e ser o responsável, se alguém me oferecesse, não hesitaria novamente."
Em 2012, Yzerman foi nomeado diretor executivo da equipe masculina de hóquei do Canadá para os Jogos Olímpicos de Inverno de 2014. A equipe canadense que ele montou conquistou sua segunda medalha de ouro consecutiva, algo que não acontecia desde 1948 e 1952. Eles também se tornaram o primeiro país a alcançar esse feito desde que a União Soviética/Equipe Unificada conquistou três medalhas de ouro consecutivas em 1984, 1988 e 1992. Após a vitória do Canadá por 3-0 sobre a Suécia na final olímpica, Yzerman anunciou que não retornaria como diretor executivo do Canadá para os Jogos Olímpicos de Inverno de 2018.

## Prêmios e Feitos
- Escalado para o Jogo das Estrelas da NHL em 1984, 1988 , 1989, 1990, 1991, 1992, 1993, 1997, 1999, 2000
- Central da primeira linha da Seleção da NHL em 2000
- Lester B. Pearson Award - 1989
- Troféu Conn Smythe - 1998
- Troféu Frank J. Selke - 2000
- Campeão da Copa Stanley - 1997, 1998, 2002
- Troféu Bill Masterton Memorial - 2003
- Troféu Lester B. Patrick - 2006
- Sexto na história da NHL em pontos, oitavo em gols e sétimo em assistências
- Primeiro na historia dos Red Wings em assistências, segundo em pontos e em gols e terceiro em partidas disputadas
- Número 19 aposentado pela seleção canadense em 2005 e pelo Detroit Red Wings em 2007
- Nomeado vice-presidente do Detroit Red Wings em 2007
- Nomeado gerente geral da seleção canadense em 2008
- Ficou ranqueado em sexto na matéria "The Top 60 Since 1967 - The Best Players of the Post Expansion Era" da revista The Hockey News
- Incluído no Hall da Fama dos Esportes de Ottawa em 11 de janeiro de 2008[59]
- Incluído no Hall da Fama dos Esportes de Michigan em 11 de fevereiro de 2008[60]
- Incluído no Hall da Fama dos Esportes do Canadá em 2008[61]
- Incluído no Hall da Fama do Hóquei em 2009[62]

## Vida pessoal
Yzerman e sua esposa Lisa Brennan têm três filhas. Eles residem em Bloomfield Hills, Michigan. Durante seu tempo com o Lightning, Yzerman morava no condado de Hillsborough, Flórida. Yzerman adquiriu a cidadania naturalizada dos Estados Unidos devido aos muitos anos de residência em Michigan.
Não muito longe de onde Yzerman cresceu, o Nepean Sportsplex nomeou uma de suas superfícies de gelo cobertas como Steve Yzerman Arena em 1997 em sua homenagem. Esta é a pista de gelo local do Nepean Raiders da CCHL, equipe Júnior "A" da Tier II na qual Yzerman jogou durante a temporada de 1980-81. Os Raiders atualmente jogam na Divisão Yzerman. As divisões da CCHL são nomeadas Divisão Robinson e Divisão Yzerman em homenagem a dois de seus ex-alunos mais proeminentes, Yzerman e Larry Robinson.

## Estatísticas da carreira
| 1980–81 | Nepean Raiders     | CJHL   | 50    | 38  | 54    | 92    | 44  | —   | —  | —   | —   | —  |
| 1981–82 | Peterborough Petes | OHL    | 58    | 21  | 43    | 64    | 65  | 6   | 0  | 1   | 1   | 16 |
| 1982–83 | Peterborough Petes | OHL    | 56    | 42  | 49    | 91    | 65  | 4   | 1  | 4   | 5   | 0  |
| 1983–84 | Detroit Red Wings  | NHL    | 80    | 39  | 48    | 87    | 33  | 4   | 3  | 3   | 6   | 0  |
| 1984–85 | Detroit Red Wings  | NHL    | 80    | 30  | 59    | 89    | 58  | 3   | 2  | 1   | 3   | 2  |
| 1985–86 | Detroit Red Wings  | NHL    | 51    | 14  | 28    | 42    | 16  | —   | —  | —   | —   | —  |
| 1986–87 | Detroit Red Wings  | NHL    | 80    | 31  | 59    | 90    | 43  | 16  | 5  | 13  | 18  | 8  |
| 1987–88 | Detroit Red Wings  | NHL    | 64    | 50  | 52    | 102   | 44  | 3   | 1  | 3   | 4   | 6  |
| 1988–89 | Detroit Red Wings  | NHL    | 80    | 65  | 90    | 155   | 61  | 6   | 5  | 5   | 10  | 2  |
| 1989–90 | Detroit Red Wings  | NHL    | 79    | 62  | 65    | 127   | 79  | —   | —  | —   | —   | —  |
| 1990–91 | Detroit Red Wings  | NHL    | 80    | 51  | 57    | 108   | 34  | 7   | 3  | 3   | 6   | 4  |
| 1991–92 | Detroit Red Wings  | NHL    | 79    | 45  | 58    | 103   | 64  | 11  | 3  | 5   | 8   | 12 |
| 1992–93 | Detroit Red Wings  | NHL    | 84    | 58  | 79    | 137   | 44  | 7   | 4  | 3   | 7   | 4  |
| 1993–94 | Detroit Red Wings  | NHL    | 58    | 24  | 58    | 82    | 36  | 3   | 1  | 3   | 4   | 0  |
| 1994–95 | Detroit Red Wings  | NHL    | 47    | 12  | 26    | 38    | 40  | 15  | 4  | 8   | 12  | 0  |
| 1995–96 | Detroit Red Wings  | NHL    | 80    | 36  | 59    | 95    | 64  | 18  | 8  | 12  | 20  | 4  |
| 1996–97 | Detroit Red Wings  | NHL    | 81    | 22  | 63    | 85    | 78  | 20  | 7  | 6   | 13  | 4  |
| 1997–98 | Detroit Red Wings  | NHL    | 75    | 24  | 45    | 69    | 46  | 22  | 6  | 18  | 24  | 22 |
| 1998–99 | Detroit Red Wings  | NHL    | 80    | 29  | 45    | 74    | 42  | 10  | 9  | 4   | 13  | 0  |
| 1999–00 | Detroit Red Wings  | NHL    | 78    | 35  | 44    | 79    | 34  | 8   | 0  | 4   | 4   | 0  |
| 2000–01 | Detroit Red Wings  | NHL    | 54    | 18  | 34    | 52    | 18  | 1   | 0  | 0   | 0   | 0  |
| 2001–02 | Detroit Red Wings  | NHL    | 52    | 13  | 35    | 48    | 18  | 23  | 6  | 17  | 23  | 10 |
| 2002–03 | Detroit Red Wings  | NHL    | 16    | 2   | 6     | 8     | 8   | 4   | 0  | 1   | 1   | 2  |
| 2003–04 | Detroit Red Wings  | NHL    | 75    | 18  | 33    | 51    | 46  | 11  | 3  | 2   | 5   | 0  |
| 2005–06 | Detroit Red Wings  | NHL    | 61    | 14  | 20    | 34    | 18  | 4   | 0  | 4   | 4   | 4  |
| Totais  | Totais             | Totais | 1,514 | 692 | 1,063 | 1,755 | 924 | 196 | 70 | 115 | 185 | 84 |

### International
| Ano   | Time   | Evento |       | J  | G  | A  | Pts | PIM |
| ----- | ------ | ------ | ----- | -- | -- | -- | --- | --- |
| 1983  | Canada | WJC    | 7     | 2  | 3  | 5  | 2   |     |
| 1984  | Canada | CC     | 4     | 0  | 0  | 0  | 0   |     |
| 1985  | Canada | WC     | 10    | 3  | 4  | 7  | 6   |     |
| 1989  | Canada | WC     | 8     | 5  | 7  | 12 | 2   |     |
| 1990  | Canada | WC     | 10    | 9  | 10 | 19 | 8   |     |
| 1996  | Canada | WCH    | 6     | 2  | 1  | 3  | 0   |     |
| 1998  | Canada | OLY    | 6     | 1  | 1  | 2  | 10  |     |
| 2002  | Canada | OLY    | 6     | 2  | 4  | 6  | 2   |     |
| Total | Total  | Total  | Total | 50 | 22 | 27 | 49  | 28  |